# Tours préliminaires à la Coupe du monde de football 1986
Navigation
Éliminatoires 1982 Éliminatoires 1990
Cette page vous présente les différents tours préliminaires à la Coupe du monde 1986. C'est la 12e édition des éliminatoires depuis 1934.
Un total de  121 nations (y compris les deux qualifiés d'office) s'inscrivent mais seulement 111 équipes disputent au moins un match de ces éliminatoires. Comme lors de l'édition précédente, 22 places en phase finale sont attribuées.
Initialement choisie pour héberger la 13e phase finale, la Colombie doit renoncer par manque de moyens financiers. Son remplacement par le Mexique ayant lieu avant le tirage au sort des éliminatoires, celles-ci ne sont pas perturbées. L'équipe colombienne ne parvient pas à décrocher sa qualification puisqu'elle est battue  par le Paraguay, lors des barrages sud-américains.

## Afrique
29 équipes nationales africaines s'engagèrent dans la phase qualificative de la Confédération africaine de football (CAF). Sur les 24 participants à la Coupe du monde 1986, 2 places sont réservées au continent africain.
La qualification se déroula sous la forme d'un tournoi à élimination directe en matchs aller-retour comportant quatre tours successifs. L'Algérie, le Cameroun et le Ghana furent exempts du premier tour. Les 4 équipes restant en course à l'issue des deuxième et troisième tours accédèrent aux deux finales de tableau. Les vainqueurs des deux confrontations du quatrième tour se qualifièrent pour la Coupe du monde.
Les équipes nationales de l'Algérie et du Maroc sortirent en vainqueur du quatrième tour et se qualifièrent pour la phase finale de la compétition.

### Tableau 1
Le premier tableau désigna un participant à la Coupe du monde. Le Togo declara forfait au premier tour. Au quatrième tour l'Algérie gagna à deux reprises contre la Tunisie et se qualifia pour la phase finale.
|  | Premier tour | Premier tour | Premier tour |         |        | Deuxième tour | Deuxième tour | Deuxième tour |  |  | Troisième tour | Troisième tour | Troisième tour |  |  | Quatrième tour | Quatrième tour | Quatrième tour |
|  |              |              |              |         |        |               |               |               |  |  |                |                |                |  |  |                |                |                |
|  |              |              |              |         |        |               |               |               |  |  |                |                |                |  |  |                |                |                |
|  |              |              |              |         |        |               |               |               |  |  |                |                |                |  |  |                |                |                |
|  | Kenya        | 2            | 3            |         |        |               |               |               |  |  |                |                |                |  |  |                |                |                |
|  | Kenya        | 2            | 3            |         |        |               |               |               |  |  |                |                |                |  |  |                |                |                |
|  | Éthiopie     | 1            | 3            |         |        |               |               |               |  |  |                |                |                |  |  |                |                |                |
|  | Éthiopie     | 1            | 3            | Kenya   | 0      | 1             |               |               |  |  |                |                |                |  |  |                |                |                |
|  |              |              |              | Kenya   | 0      | 1             |               |               |  |  |                |                |                |  |  |                |                |                |
|  |              | Nigeria      | 3            | 3       |        |               |               |               |  |  |                |                |                |  |  |                |                |                |
|  | Nigeria      | Nigeria      | 3            | 3       | 3      | 1             |               |               |  |  |                |                |                |  |  |                |                |                |
|  | Nigeria      |              |              |         | 3      | 1             |               |               |  |  |                |                |                |  |  |                |                |                |
|  | Liberia      | 0            | 0            |         |        |               |               |               |  |  |                |                |                |  |  |                |                |                |
|  | Liberia      | 0            | 0            | Nigeria | 1      | 0             |               |               |  |  |                |                |                |  |  |                |                |                |
|  |              |              |              | Nigeria | 1      | 0             |               |               |  |  |                |                |                |  |  |                |                |                |
|  |              | Tunisie      | 0            | 2       |        |               |               |               |  |  |                |                |                |  |  |                |                |                |
|  | Guinée       | Tunisie      | 0            | 2       |        | Q.            |               |               |  |  |                |                |                |  |  |                |                |                |
|  | Guinée       |              |              |         |        | Q.            |               |               |  |  |                |                |                |  |  |                |                |                |
|  | Togo         | forfait      |              |         |        |               |               |               |  |  |                |                |                |  |  |                |                |                |
|  | Togo         | forfait      | Guinée       | 1       | 0      |               |               |               |  |  |                |                |                |  |  |                |                |                |
|  |              |              |              | 1       | 0      |               |               |               |  |  |                |                |                |  |  |                |                |                |
|  |              | Tunisie      | 0            | 2       |        |               |               |               |  |  |                |                |                |  |  |                |                |                |
|  | Bénin        | Tunisie      | 0            | 2       | 0      | 0             |               |               |  |  |                |                |                |  |  |                |                |                |
|  | Bénin        |              |              |         | 0      | 0             |               |               |  |  |                |                |                |  |  |                |                |                |
|  | Tunisie      | 2            | 4            |         |        |               |               |               |  |  |                |                |                |  |  |                |                |                |
|  | Tunisie      | 2            | 4            | Tunisie | 1      | 0             |               |               |  |  |                |                |                |  |  |                |                |                |
|  |              |              |              | Tunisie | 1      | 0             |               |               |  |  |                |                |                |  |  |                |                |                |
|  |              | Algérie      | 4            | 3       |        |               |               |               |  |  |                |                |                |  |  |                |                |                |
|  | Angola       | Algérie      | 4            | 3       | 1      | 0 tab(4)      |               |               |  |  |                |                |                |  |  |                |                |                |
|  | Angola       |              |              |         | 1      | 0 tab(4)      |               |               |  |  |                |                |                |  |  |                |                |                |
|  | Sénégal      | 0            | 1ap (3)      |         |        |               |               |               |  |  |                |                |                |  |  |                |                |                |
|  | Sénégal      | 0            | 1ap (3)      | Angola  | 0      | 2             |               |               |  |  |                |                |                |  |  |                |                |                |
|  |              |              |              | Angola  | 0      | 2             |               |               |  |  |                |                |                |  |  |                |                |                |
|  |              | Algérie      | 0            | 3       |        |               |               |               |  |  |                |                |                |  |  |                |                |                |
|  | Algérie      | Algérie      | 0            | 3       | exempt | Q.            |               |               |  |  |                |                |                |  |  |                |                |                |
|  | Algérie      |              |              |         | exempt | Q.            |               |               |  |  |                |                |                |  |  |                |                |                |
|  |              |              |              |         |        |               |               |               |  |  |                |                |                |  |  |                |                |                |
|  | Algérie      | 2            | 1            |         |        |               |               |               |  |  |                |                |                |  |  |                |                |                |
|  | Algérie      | 2            | 1            |         |        |               |               |               |  |  |                |                |                |  |  |                |                |                |
|  |              | Zambie       | 0            | 0       |        |               |               |               |  |  |                |                |                |  |  |                |                |                |
|  | Zambie       | Zambie       | 0            | 0       | 3      | 0             |               |               |  |  |                |                |                |  |  |                |                |                |
|  | Zambie       |              |              |         | 3      | 0             |               |               |  |  |                |                |                |  |  |                |                |                |
|  | Ouganda      | 0            | 1            |         |        |               |               |               |  |  |                |                |                |  |  |                |                |                |
|  | Ouganda      | 0            | 1            | Zambie  | 4      | 1             |               |               |  |  |                |                |                |  |  |                |                |                |
|  |              |              |              | Zambie  | 4      | 1             |               |               |  |  |                |                |                |  |  |                |                |                |
|  |              | Cameroun     | 1            | 1       |        |               |               |               |  |  |                |                |                |  |  |                |                |                |
|  | Cameroun     | Cameroun     | 1            | 1       | exempt | Q.            |               |               |  |  |                |                |                |  |  |                |                |                |
|  | Cameroun     |              |              |         | exempt | Q.            |               |               |  |  |                |                |                |  |  |                |                |                |
|  |              |              |              |         |        |               |               |               |  |  |                |                |                |  |  |                |                |                |
|  |              |              |              |         |        |               |               |               |  |  |                |                |                |  |  |                |                |                |

### Tableau 2
Dans le second tableau, Madagascar et la Libye profitèrent du forfait du Lesotho et du Niger au premier tour. Le Maroc accéda à la phase finale de la Coupe du monde 1986 en battant la Libye au quatrième tour du second tableau.
|  | Premier tour  | Premier tour | Premier tour |               |        | Deuxième tour | Deuxième tour | Deuxième tour |  |  | Troisième tour | Troisième tour | Troisième tour |  |  | Quatrième tour | Quatrième tour | Quatrième tour |
|  |               |              |              |               |        |               |               |               |  |  |                |                |                |  |  |                |                |                |
|  |               |              |              |               |        |               |               |               |  |  |                |                |                |  |  |                |                |                |
|  |               |              |              |               |        |               |               |               |  |  |                |                |                |  |  |                |                |                |
|  | Égypte        | 1            | 1            |               |        |               |               |               |  |  |                |                |                |  |  |                |                |                |
|  | Égypte        | 1            | 1            |               |        |               |               |               |  |  |                |                |                |  |  |                |                |                |
|  | Zimbabwe      | 0            | 1            |               |        |               |               |               |  |  |                |                |                |  |  |                |                |                |
|  | Zimbabwe      | 0            | 1            | Égypte        | 1      | 0 tab(4)      |               |               |  |  |                |                |                |  |  |                |                |                |
|  |               |              |              | Égypte        | 1      | 0 tab(4)      |               |               |  |  |                |                |                |  |  |                |                |                |
|  |               | Madagascar   | 0            | 1ap (2)       |        |               |               |               |  |  |                |                |                |  |  |                |                |                |
|  | Madagascar    | Madagascar   | 0            | 1ap (2)       |        | Q.            |               |               |  |  |                |                |                |  |  |                |                |                |
|  | Madagascar    |              |              |               |        | Q.            |               |               |  |  |                |                |                |  |  |                |                |                |
|  | Lesotho       | forfait      |              |               |        |               |               |               |  |  |                |                |                |  |  |                |                |                |
|  | Lesotho       | forfait      | Égypte       | 0             | 0      |               |               |               |  |  |                |                |                |  |  |                |                |                |
|  |               |              |              | 0             | 0      |               |               |               |  |  |                |                |                |  |  |                |                |                |
|  |               | Maroc        | 0            | 2             |        |               |               |               |  |  |                |                |                |  |  |                |                |                |
|  | Sierra Leone  | Maroc        | 0            | 2             | 0      | 0             |               |               |  |  |                |                |                |  |  |                |                |                |
|  | Sierra Leone  |              |              |               | 0      | 0             |               |               |  |  |                |                |                |  |  |                |                |                |
|  | Maroc         | 1            | 4            |               |        |               |               |               |  |  |                |                |                |  |  |                |                |                |
|  | Maroc         | 1            | 4            | Maroc         | 2      | 0             |               |               |  |  |                |                |                |  |  |                |                |                |
|  |               |              |              | Maroc         | 2      | 0             |               |               |  |  |                |                |                |  |  |                |                |                |
|  |               | Malawi       | 0            | 0             |        |               |               |               |  |  |                |                |                |  |  |                |                |                |
|  | Maurice       | Malawi       | 0            | 0             | 0      | 0             |               |               |  |  |                |                |                |  |  |                |                |                |
|  | Maurice       |              |              |               | 0      | 0             |               |               |  |  |                |                |                |  |  |                |                |                |
|  | Malawi        | 1            | 4            |               |        |               |               |               |  |  |                |                |                |  |  |                |                |                |
|  | Malawi        | 1            | 4            | Maroc         | 3      | 0             |               |               |  |  |                |                |                |  |  |                |                |                |
|  |               |              |              | Maroc         | 3      | 0             |               |               |  |  |                |                |                |  |  |                |                |                |
|  |               | Libye        | 0            | 1             |        |               |               |               |  |  |                |                |                |  |  |                |                |                |
|  | Côte d'Ivoire | Libye        | 0            | 1             | 4      | 2             |               |               |  |  |                |                |                |  |  |                |                |                |
|  | Côte d'Ivoire |              |              |               | 4      | 2             |               |               |  |  |                |                |                |  |  |                |                |                |
|  | Gambie        | 0            | 3            |               |        |               |               |               |  |  |                |                |                |  |  |                |                |                |
|  | Gambie        | 0            | 3            | Côte d'Ivoire | 0      | 0             |               |               |  |  |                |                |                |  |  |                |                |                |
|  |               |              |              | Côte d'Ivoire | 0      | 0             |               |               |  |  |                |                |                |  |  |                |                |                |
|  |               | Ghana        | 0            | 2             |        |               |               |               |  |  |                |                |                |  |  |                |                |                |
|  | Ghana         | Ghana        | 0            | 2             | exempt | Q.            |               |               |  |  |                |                |                |  |  |                |                |                |
|  | Ghana         |              |              |               | exempt | Q.            |               |               |  |  |                |                |                |  |  |                |                |                |
|  |               |              |              |               |        |               |               |               |  |  |                |                |                |  |  |                |                |                |
|  | Ghana         | 0            | 0            |               |        |               |               |               |  |  |                |                |                |  |  |                |                |                |
|  | Ghana         | 0            | 0            |               |        |               |               |               |  |  |                |                |                |  |  |                |                |                |
|  |               | Libye        | 0            | 2             |        |               |               |               |  |  |                |                |                |  |  |                |                |                |
|  | Tanzanie      | Libye        | 0            | 2             | 1      | 0             |               |               |  |  |                |                |                |  |  |                |                |                |
|  | Tanzanie      |              |              |               | 1      | 0             |               |               |  |  |                |                |                |  |  |                |                |                |
|  | Soudan        | 1e           | 0            |               |        |               |               |               |  |  |                |                |                |  |  |                |                |                |
|  | Soudan        | 1e           | 0            | Soudan        | 0      | 0             |               |               |  |  |                |                |                |  |  |                |                |                |
|  |               |              |              | Soudan        | 0      | 0             |               |               |  |  |                |                |                |  |  |                |                |                |
|  |               | Libye        | 0            | 4             |        |               |               |               |  |  |                |                |                |  |  |                |                |                |
|  | Libye         | Libye        | 0            | 4             |        | Q.            |               |               |  |  |                |                |                |  |  |                |                |                |
|  | Libye         |              |              |               |        | Q.            |               |               |  |  |                |                |                |  |  |                |                |                |
|  | Niger         | forfait      |              |               |        |               |               |               |  |  |                |                |                |  |  |                |                |                |
|  | Niger         | forfait      |              |               |        |               |               |               |  |  |                |                |                |  |  |                |                |                |

e = qualification suivant la règle des buts marqués à l'extérieur

## Amérique du Sud
Les 4 qualifiés pour la Coupe du monde 1986 sont : le Paraguay, le Brésil, l'Argentine et l'Uruguay.

### Groupe 1
L'Argentine est qualifiée, le Venezuela éliminé, le Pérou et la Colombie poursuivent la compétition (barrages).
| Rang | Équipe    | Pts | J | G | N | P | Bp | Bc | Diff |  | Résultats (▼ dom., ► ext.) |     |     |     |     |
| ---- | --------- | --- | - | - | - | - | -- | -- | ---- |  | -------------------------- | --- | --- | --- | --- |
| 1    | Argentine | 9   | 6 | 4 | 1 | 1 | 12 | 6  | +6   |  | Argentine                  |     | 2-2 | 1-0 | 3-0 |
| 2    | Pérou     | 8   | 6 | 3 | 2 | 1 | 8  | 4  | +4   |  | Pérou                      | 1-0 |     | 0-0 | 4-1 |
| 3    | Colombie  | 6   | 6 | 2 | 2 | 2 | 6  | 6  | 0    |  | Colombie                   | 1-3 | 1-0 |     | 2-0 |
| 4    | Venezuela | 1   | 6 | 0 | 1 | 5 | 5  | 15 | -10  |  | Venezuela                  | 2-3 | 0-1 | 2-2 |     |

### Groupe 2
L'Uruguay est qualifié, l'Équateur éliminé, le Chili poursuit la compétition (barrages).
| Rang | Équipe   | Pts | J | G | N | P | Bp | Bc | Diff |  | Résultats (▼ dom., ► ext.) |     |     |     |
| ---- | -------- | --- | - | - | - | - | -- | -- | ---- |  | -------------------------- | --- | --- | --- |
| 1    | Uruguay  | 6   | 4 | 3 | 0 | 1 | 6  | 4  | +2   |  | Uruguay                    |     | 2-1 | 2-1 |
| 2    | Chili    | 5   | 4 | 2 | 1 | 1 | 10 | 5  | +5   |  | Chili                      | 2-0 |     | 6-2 |
| 3    | Équateur | 1   | 4 | 0 | 1 | 3 | 4  | 11 | -7   |  | Équateur                   | 0-2 | 1-1 |     |

### Groupe 3
Le Brésil est qualifié, la Bolivie éliminée, le Paraguay poursuit la compétition (barrages).
| Rang | Équipe   | Pts | J | G | N | P | Bp | Bc | Diff |  | Résultats (▼ dom., ► ext.) |     |     |     |
| ---- | -------- | --- | - | - | - | - | -- | -- | ---- |  | -------------------------- | --- | --- | --- |
| 1    | Brésil   | 6   | 4 | 2 | 2 | 0 | 6  | 2  | +4   |  | Brésil                     |     | 1-1 | 1-1 |
| 2    | Paraguay | 4   | 4 | 1 | 2 | 1 | 5  | 4  | +1   |  | Paraguay                   | 0-2 |     | 3-0 |
| 3    | Bolivie  | 2   | 4 | 0 | 2 | 2 | 2  | 7  | -5   |  | Bolivie                    | 0-2 | 1-1 |     |

### Barrages

#### Premier tour
| Équipe 1 | Résultat | Équipe 2 | Aller | Retour |
| -------- | -------- | -------- | ----- | ------ |
| Paraguay | 4 - 2    | Colombie | 3 - 0 | 1 - 2  |
| Chili    | 5 - 2    | Pérou    | 4 - 2 | 1 - 0  |

#### Tour final
| Équipe 1 | Résultat | Équipe 2 | Aller | Retour |
| -------- | -------- | -------- | ----- | ------ |
| Paraguay | 5 - 2    | Chili    | 3 - 0 | 2 - 2  |

- Le Paraguay se qualifie pour la phase finale de la Coupe du monde 1986.

## Asie et Océanie
25 équipes sont inscrites pour se disputer les deux places qualificatives pour la phase finale accordées à l'Asie tandis que 4 équipes sont inscrites dans le groupe Océanie pour se disputer une place de barrage intercontinental. 

### Moyen-Orient
11 équipes jouent pour 1 place.

#### Premier tour

##### Groupe 1
12 avril 1985 à Riyad (Arabie saoudite) :  Arabie saoudite 0 - 0  Émirats arabes unis
19 avril 1985 à Dubaï (Émirats arabes unis) :  Émirats arabes unis 1 - 0  Arabie saoudite
| Rang | Équipe              | Pts | J       | G       | N       | P       | BP | BC | Diff |
| ---- | ------------------- | --- | ------- | ------- | ------- | ------- | -- | -- | ---- |
| 1    | Émirats arabes unis | 3   | 2       | 1       | 1       | 0       | 1  | 0  | 1    |
| 2    | Arabie saoudite     | 1   | 2       | 0       | 1       | 1       | 0  | 1  | -1   |
| -    | Oman                |     | forfait | forfait | forfait | forfait |    |    |      |

Les Émirats arabes unis sont qualifiés pour le tour suivant.

##### Groupe 2
| Rang | Équipe   | Pts | J       | G | N | P | Bp | Bc | Diff |  | Résultats (▼ dom., ► ext.) |     |     |     |
| ---- | -------- | --- | ------- | - | - | - | -- | -- | ---- |  | -------------------------- | --- | --- | --- |
| 1    | Irak     | 6   | 4       | 3 | 0 | 1 | 7  | 6  | +1   |  | Irak                       |     | 2-1 | 2-1 |
| 2    | Qatar    | 4   | 4       | 2 | 0 | 2 | 6  | 3  | +3   |  | Qatar                      | 3-0 |     | 2-0 |
| 3    | Jordanie | 2   | 4       | 1 | 0 | 3 | 3  | 7  | -4   |  | Jordanie                   | 2-3 | 1-0 |     |
| -    | Liban    |     | forfait |   |   |   |    |    |      |  |                            |     |     |     |

L'Irak se qualifie pour le tour suivant.

##### Groupe 3
22 mars 1985 à Damas (Syrie) :  Syrie 1 - 0  Koweït
29 mars 1985 à Sanaa (Yémen du Nord) :  Yémen du Nord 0 - 1  Syrie
5 avril 1985 à Koweït (ville) (Koweït) :  Koweït 5 - 0  Yémen du Nord
12 avril 1985 à Koweït (ville) (Koweït) :  Koweït 0 - 0  Syrie
19 avril 1985 à Damas (Syrie) :  Syrie 3 - 0  Yémen du Nord
26 avril 1985 à Sanaa (Yémen du Nord) :  Yémen du Nord 1 - 3  Koweït
| Rang | Équipe        | Pts | J | G | N | P | BP | BC | Diff |
| ---- | ------------- | --- | - | - | - | - | -- | -- | ---- |
| 1    | Syrie         | 7   | 4 | 3 | 1 | 0 | 5  | 0  | 5    |
| 2    | Koweït        | 5   | 4 | 2 | 1 | 1 | 8  | 2  | 6    |
| 3    | Yémen du Nord | 0   | 4 | 0 | 0 | 4 | 1  | 12 | -11  |

La Syrie qualifiée pour le tour suivant.

##### Groupe 4
Refusant de jouer ses matchs à domicile sur terrain neutre, l'Iran ne participe pas aux qualifications.
29 mars 1985 à Aden (Yémen du Sud) :  Yémen du Sud 1 - 4  Bahreïn
12 avril 1985 à Manama (Bahreïn) :  Bahreïn 3 - 3  Yémen du Sud
| Rang | Équipe       | Pts | J       | G       | N       | P       | BP | BC | Dif |
| ---- | ------------ | --- | ------- | ------- | ------- | ------- | -- | -- | --- |
| 1    | Bahreïn      | 3   | 2       | 1       | 1       | 0       | 7  | 4  | 3   |
| 2    | Yémen du Sud | 1   | 2       | 0       | 1       | 1       | 4  | 7  | -3  |
| -    | Iran         |     | forfait | forfait | forfait | forfait |    |    |     |

Bahreïn est qualifié pour le Second tour de la Zone A.

#### Second Tour
| Demi-finale                                                     |                     |   |                     |     |
| 20.09.1985                                                      | Émirats arabes unis | - | Irak                | 2:3 |
| 27.09.1985                                                      | Irak *              | - | Émirats arabes unis | 1:2 |
| 06.09.1985                                                      | Bahreïn             | - | Syrie               | 1:1 |
| 20.09.1985                                                      | Syrie *             | - | Bahreïn             | 1:0 |
| Finale                                                          |                     |   |                     |     |
| 15.11.1985                                                      | Syrie               | - | Irak                | 0:0 |
| 29.11.1985                                                      | Irak **             | - | Syrie               | 3:1 |
| Les matchs à domicile de l'Irak se déroulent sur terrain neutre |                     |   |                     |     |

L'Irak est qualifié pour la Coupe du monde.

### Sous-continent indien, Asie de l’Est et Asie du Sud-Est
Quatorze équipes inscrites pour une place en phase finale.

#### Premier tour

##### Groupe 1
| Rang | Équipe       | Pts | J | G | N | P | Bp | Bc | Diff |  | Résultats (▼ dom., ► ext.) |     |     | Drapeau du Népal |
| ---- | ------------ | --- | - | - | - | - | -- | -- | ---- |  | -------------------------- | --- | --- | ---------------- |
| 1    | Corée du Sud | 6   | 4 | 3 | 0 | 1 | 8  | 1  | +7   |  | Corée du Sud               |     | 2-0 | 4-0              |
| 2    | Malaisie     | 5   | 4 | 2 | 1 | 1 | 6  | 2  | +4   |  | Malaisie                   | 1-0 |     | 5-0              |
| 3    | Népal        | 1   | 4 | 0 | 1 | 3 | 0  | 11 | -11  |  | Népal                      | 0-2 | 0-0 |                  |

##### Groupe 2
| Rang | Équipe     | Pts | J | G | N | P | Bp | Bc | Diff |  | Résultats (▼ dom., ► ext.) |     |     |     |     |
| ---- | ---------- | --- | - | - | - | - | -- | -- | ---- |  | -------------------------- | --- | --- | --- | --- |
| 1    | Indonésie  | 9   | 6 | 4 | 1 | 1 | 8  | 4  | +4   |  | Indonésie                  |     | 2-1 | 1-0 | 2-0 |
| 2    | Inde       | 7   | 6 | 2 | 3 | 1 | 7  | 6  | +1   |  | Inde                       | 1-1 |     | 1-1 | 2-1 |
| 3    | Thaïlande  | 4   | 6 | 1 | 2 | 3 | 4  | 4  | 0    |  | Thaïlande                  | 0-1 | 0-0 |     | 3-0 |
| 4    | Bangladesh | 4   | 6 | 2 | 0 | 4 | 5  | 10 | -5   |  | Bangladesh                 | 2-1 | 1-2 | 1-0 |     |

##### Groupe 3
Les matchs entre la Chine et Brunei furent joués sur terrain neutre.
| Rang | Équipe    | Pts | J | G | N | P | Bp | Bc | Diff |  | Résultats (▼ dom., ► ext.) |     |     |     |     |
| ---- | --------- | --- | - | - | - | - | -- | -- | ---- |  | -------------------------- | --- | --- | --- | --- |
| 1    | Hong Kong | 11  | 6 | 5 | 1 | 0 | 19 | 2  | +17  |  | Hong Kong                  |     | 0-0 | 2-0 | 8-0 |
| 2    | Chine     | 9   | 6 | 4 | 1 | 1 | 23 | 2  | +21  |  | Chine                      | 1-2 |     | 6-0 | 8-0 |
| 3    | Macao     | 4   | 6 | 2 | 0 | 4 | 4  | 15 | -11  |  | Macao                      | 0-2 | 0-4 |     | 2-0 |
| 4    | Brunei    | 0   | 6 | 0 | 0 | 6 | 2  | 29 | -27  |  | Brunei                     | 1-5 | 0-4 | 1-2 |     |

##### Groupe 4
| Rang | Équipe        | Pts | J | G | N | P | Bp | Bc | Diff |  | Résultats (▼ dom., ► ext.) |     |     |     |
| ---- | ------------- | --- | - | - | - | - | -- | -- | ---- |  | -------------------------- | --- | --- | --- |
| 1    | Japon         | 7   | 4 | 3 | 1 | 0 | 9  | 1  | +8   |  | Japon                      |     | 1-0 | 5-0 |
| 2    | Corée du Nord | 4   | 4 | 1 | 2 | 1 | 3  | 2  | +1   |  | Corée du Nord              | 0-0 |     | 2-0 |
| 3    | Singapour     | 1   | 4 | 0 | 1 | 3 | 2  | 11 | -9   |  | Singapour                  | 1-3 | 1-1 |     |

#### Second tour
| Équipe 1     | Résultat | Équipe 2  | Aller | Retour |
| ------------ | -------- | --------- | ----- | ------ |
| Corée du Sud | 6 - 1    | Indonésie | 2 - 0 | 4 - 1  |
| Japon        | 5 - 1    | Hong Kong | 3 - 0 | 2 - 1  |

#### Tour final
| Équipe 1 | Résultat | Équipe 2     | Aller | Retour |
| -------- | -------- | ------------ | ----- | ------ |
| Japon    | 1 - 3    | Corée du Sud | 1 - 2 | 0 - 1  |

La Corée du Sud gagne 3-1 sur l'ensemble des deux matchs. Elle est donc qualifiée pour la Coupe du monde de football 1986.

### Océanie
L'Australie termine invaincue en tête de ce groupe et se qualifie pour disputer le barrage intercontinental contre une équipe européenne.
À noter que Taïwan ayant renoncé à son droit de jouer à domicile a dû jouer tous ses matchs à l'extérieur.
| Rang | Équipe           | Pts | J | G | N | P | Bp | Bc | Diff |  | Résultats (▼ dom., ► ext.) |     |     |     |     |
| ---- | ---------------- | --- | - | - | - | - | -- | -- | ---- |  | -------------------------- | --- | --- | --- | --- |
| 1    | Australie        | 10  | 6 | 4 | 2 | 0 | 20 | 2  | +18  |  | Australie                  |     | 1-1 | 2-0 | 7-0 |
| 2    | Israël           | 7   | 6 | 3 | 1 | 2 | 17 | 6  | +11  |  | Israël                     | 1-2 |     | 3-0 | 6-0 |
| 3    | Nouvelle-Zélande | 7   | 6 | 3 | 1 | 2 | 13 | 7  | +6   |  | Nouvelle-Zélande           | 0-0 | 3-1 |     | 5-1 |
| 4    | Taipei chinois   | 0   | 6 | 0 | 0 | 6 | 1  | 36 | -35  |  | Taipei chinois             | 0-8 | 0-5 | 0-5 |     |

## Amérique du Nord, centrale et Caraïbes
Les éliminatoires de cette zone sont organisés par la CONCACAF. Il y a 17 équipes pour une seule place en phase finale.

### Groupe 1
Les trois équipes victorieuses d'une phase à élimination directe se rencontrent dans un mini-championnat.
| Équipe 1 | Résultat | Équipe 2   | Aller | Retour |
| -------- | -------- | ---------- | ----- | ------ |
| Salvador | 8-0      | Porto Rico | 5-0   | 3-0    |
| Panama   | 0-4      | Honduras   | 0-3   | 0-1    |
| Suriname | 2-1      | Guyana     | 1-0   | 1-1    |

Le Honduras termine premier de son groupe et dispute le tour final. Tous les matchs à domicile de l'équipe du Suriname sont disputés à l'extérieur.
| Rang | Équipe   | Pts | J | G | N | P | Bp | Bc | Diff |  | Résultats (▼ dom., ► ext.) |     |     |     |
| ---- | -------- | --- | - | - | - | - | -- | -- | ---- |  | -------------------------- | --- | --- | --- |
| 1    | Honduras | 6   | 4 | 2 | 2 | 0 | 5  | 3  | +2   |  | Honduras                   |     | 0-0 | 2-1 |
| 2    | Salvador | 5   | 4 | 2 | 1 | 1 | 7  | 2  | +5   |  | Salvador                   | 1-2 |     | 3-0 |
| 3    | Suriname | 1   | 4 | 0 | 1 | 3 | 2  | 9  | -7   |  | Suriname                   | 1-1 | 0-3 |     |

### Groupe 2
Les trois équipes victorieuses d'une phase à élimination directe se rencontrent dans un mini-championnat.
| Équipe 1           | Résultat   | Équipe 2 | Aller | Retour |
| ------------------ | ---------- | -------- | ----- | ------ |
| Antigua-et-Barbuda | 2-5        | Haïti    | 0-4   | 2-1    |
| Canada             | Q.-forfait | Jamaïque |       |        |
| Guatemala          | exempt     |          |       |        |

Le Canada termine premier de son groupe et dispute le tour final.
| Rang | Équipe    | Pts | J | G | N | P | Bp | Bc | Diff |  | Résultats (▼ dom., ► ext.) |     |     |     |
| ---- | --------- | --- | - | - | - | - | -- | -- | ---- |  | -------------------------- | --- | --- | --- |
| 1    | Canada    | 7   | 4 | 3 | 1 | 0 | 7  | 2  | +5   |  | Canada                     |     | 2-1 | 2-0 |
| 2    | Guatemala | 5   | 4 | 2 | 1 | 1 | 7  | 3  | +4   |  | Guatemala                  | 1-1 |     | 4-0 |
| 3    | Haïti     | 0   | 4 | 0 | 0 | 4 | 0  | 9  | -9   |  | Haïti                      | 0-2 | 0-1 |     |

### Groupe 3
Les trois équipes victorieuses d'une phase à élimination directe se rencontrent dans un mini-championnat.
| Équipe 1               | Résultat   | Équipe 2   | Aller | Retour |
| ---------------------- | ---------- | ---------- | ----- | ------ |
| Antilles néerlandaises | 0-4        | États-Unis | 0-0   | 0-4    |
| Costa Rica             | Q.-forfait | Barbade    |       |        |
| Trinité-et-Tobago      | Q.-forfait | Grenade    |       |        |

Le Costa Rica termine premier de son groupe et dispute le tour final. Tous les matchs à domicile de l'équipe de Trinité-et-Tobago sont disputés à l'extérieur.
| Rang | Équipe            | Pts | J | G | N | P | Bp | Bc | Diff |  | Résultats (▼ dom., ► ext.) |     |     |     |
| ---- | ----------------- | --- | - | - | - | - | -- | -- | ---- |  | -------------------------- | --- | --- | --- |
| 1    | Costa Rica        | 6   | 4 | 2 | 2 | 0 | 6  | 2  | +4   |  | Costa Rica                 |     | 1-1 | 1-1 |
| 2    | États-Unis        | 5   | 4 | 2 | 1 | 1 | 4  | 3  | +1   |  | États-Unis                 | 0-1 |     | 2-1 |
| 3    | Trinité-et-Tobago | 1   | 4 | 0 | 1 | 3 | 2  | 7  | -5   |  | Trinité-et-Tobago          | 0-3 | 0-1 |     |

### Tour final
Les premiers de chaque groupe s'affronte dans un tour final en matchs aller-retour. Le Canada remporte le tour final et se qualifie pour la Coupe du monde 1986.
| Rang | Équipe     | Pts | J | G | N | P | Bp | Bc | Diff |  | Résultats (▼ dom., ► ext.) |     |     |     |
| ---- | ---------- | --- | - | - | - | - | -- | -- | ---- |  | -------------------------- | --- | --- | --- |
| 1    | Canada     | 6   | 4 | 2 | 2 | 0 | 4  | 2  | +2   |  | Canada                     |     | 2-1 | 1-1 |
| 2    | Honduras   | 3   | 4 | 1 | 1 | 2 | 6  | 6  | 0    |  | Honduras                   | 0-1 |     | 3-1 |
| 3    | Costa Rica | 3   | 4 | 0 | 3 | 1 | 4  | 6  | -2   |  | Costa Rica                 | 0-0 | 2-2 |     |

## Europe
Les éliminatoires de la zone européenne sont organisés par l'UEFA. Les deux premiers des quatre groupes de cinq, et le premier des trois groupes de quatre sont qualifiés, 11 qualifiés. Les seconds des trois groupes de quatre disputent un barrage avec le vainqueur de la zone Océanie (soit deux places à prendre dont au moins une pour l'Europe). Il y a 32 équipes pour 12 places en phase finale plus 1 place de barragistes.

### Groupe 1:Pologne
| Rang | Équipe   | Pts | J | G | N | P | Bp | Bc | Diff |  | Résultats (▼ dom., ► ext.) |     |     |     |     |
| ---- | -------- | --- | - | - | - | - | -- | -- | ---- |  | -------------------------- | --- | --- | --- | --- |
| 1    | Pologne  | 8   | 6 | 3 | 2 | 1 | 10 | 4  | +6   |  | Pologne                    |     | 0-0 | 2-2 | 3-1 |
| 2    | Belgique | 8   | 6 | 3 | 2 | 1 | 7  | 3  | +4   |  | Belgique                   | 2-0 |     | 3-1 | 2-0 |
| 3    | Albanie  | 4   | 6 | 1 | 2 | 3 | 6  | 9  | -3   |  | Albanie                    | 0-1 | 2-0 |     | 1-1 |
| 4    | Grèce    | 4   | 6 | 1 | 2 | 3 | 3  | 10 | -7   |  | Grèce                      | 1-4 | 0-0 | 2-0 |     |

### Groupe 2:Allemagne de l'OuestetPortugal
| Rang | Équipe               | Pts | J | G | N | P | Bp | Bc | Diff |  | Résultats (▼ dom., ► ext.) |     |     |     |     |     |
| ---- | -------------------- | --- | - | - | - | - | -- | -- | ---- |  | -------------------------- | --- | --- | --- | --- | --- |
| 1    | Allemagne de l'Ouest | 12  | 8 | 5 | 2 | 1 | 22 | 9  | +13  |  | Allemagne de l'Ouest       |     | 0-1 | 2-0 | 2-2 | 6-0 |
| 2    | Portugal             | 10  | 8 | 5 | 0 | 3 | 11 | 10 | +1   |  | Portugal                   | 1-2 |     | 1-3 | 2-1 | 3-2 |
| 3    | Suède                | 9   | 8 | 4 | 1 | 3 | 13 | 9  | +4   |  | Suède                      | 2-2 | 0-1 |     | 2-0 | 4-0 |
| 4    | Tchécoslovaquie      | 8   | 8 | 3 | 2 | 3 | 11 | 12 | -1   |  | Tchécoslovaquie            | 1-5 | 1-0 | 2-1 |     | 4-0 |
| 5    | Malte                | 1   | 8 | 0 | 1 | 7 | 6  | 25 | -19  |  | Malte                      | 2-3 | 1-3 | 1-2 | 0-0 |     |

### Groupe 3:AngleterreetIrlande du Nord
| Rang | Équipe          | Pts | J | G | N | P | Bp | Bc | Diff |  | Résultats (▼ dom., ► ext.) |     |     |     |     |     |
| ---- | --------------- | --- | - | - | - | - | -- | -- | ---- |  | -------------------------- | --- | --- | --- | --- | --- |
| 1    | Angleterre      | 13  | 8 | 4 | 4 | 0 | 21 | 2  | +19  |  | Angleterre                 |     | 0-0 | 1-1 | 5-0 | 5-0 |
| 2    | Irlande du Nord | 10  | 8 | 4 | 2 | 2 | 8  | 5  | +3   |  | Irlande du Nord            | 0-1 |     | 3-2 | 2-1 | 2-0 |
| 3    | Roumanie        | 9   | 8 | 3 | 3 | 2 | 12 | 7  | +5   |  | Roumanie                   | 0-0 | 0-1 |     | 2-0 | 3-0 |
| 4    | Finlande        | 8   | 8 | 3 | 2 | 3 | 4  | 12 | -8   |  | Finlande                   | 1-1 | 1-0 | 1-1 |     | 1-0 |
| 5    | Turquie         | 1   | 8 | 0 | 1 | 7 | 2  | 24 | -22  |  | Turquie                    | 0-8 | 0-0 | 1-3 | 1-2 |     |

### Groupe 4:FranceetBulgarie
| Rang | Équipe             | Pts | J | G | N | P | Bp | Bc | Diff |  | Résultats (▼ dom., ► ext.) |     |     |     |     |     |
| ---- | ------------------ | --- | - | - | - | - | -- | -- | ---- |  | -------------------------- | --- | --- | --- | --- | --- |
| 1    | France             | 11  | 8 | 5 | 1 | 2 | 15 | 4  | +11  |  | France                     |     | 1-0 | 2-0 | 2-0 | 6-0 |
| 2    | Bulgarie           | 11  | 8 | 5 | 1 | 2 | 13 | 5  | +8   |  | Bulgarie                   | 2-0 |     | 1-0 | 2-1 | 4-0 |
| 3    | Allemagne de l'Est | 10  | 8 | 5 | 0 | 3 | 16 | 9  | +7   |  | Allemagne de l'Est         | 2-0 | 2-1 |     | 2-3 | 3-1 |
| 4    | Yougoslavie        | 8   | 8 | 3 | 2 | 3 | 7  | 8  | -1   |  | Yougoslavie                | 0-0 | 0-0 | 1-2 |     | 1-0 |
| 5    | Luxembourg         | 0   | 8 | 0 | 0 | 8 | 2  | 27 | -25  |  | Luxembourg                 | 0-4 | 1-3 | 0-5 | 0-1 |     |

### Groupe 5:Hongrie
| Rang | Équipe   | Pts | J | G | N | P | Bp | Bc | Diff |  | Résultats (▼ dom., ► ext.) |     |     |     |     |
| ---- | -------- | --- | - | - | - | - | -- | -- | ---- |  | -------------------------- | --- | --- | --- | --- |
| 1    | Hongrie  | 10  | 6 | 5 | 0 | 1 | 12 | 4  | +8   |  | Hongrie                    |     | 0-1 | 3-1 | 2-0 |
| 2    | Pays-Bas | 7   | 6 | 3 | 1 | 2 | 11 | 5  | +6   |  | Pays-Bas                   | 1-2 |     | 1-1 | 7-1 |
| 3    | Autriche | 7   | 6 | 3 | 1 | 2 | 9  | 8  | +1   |  | Autriche                   | 0-3 | 1-0 |     | 4-0 |
| 4    | Chypre   | 0   | 6 | 0 | 0 | 6 | 3  | 18 | -15  |  | Chypre                     | 1-2 | 0-1 | 1-2 |     |

### Groupe 6:DanemarketUnion soviétique
| Rang | Équipe               | Pts | J | G | N | P | Bp | Bc | Diff |  | Résultats (▼ dom., ► ext.) |     |     |     |     |     |
| ---- | -------------------- | --- | - | - | - | - | -- | -- | ---- |  | -------------------------- | --- | --- | --- | --- | --- |
| 1    | Danemark             | 11  | 8 | 5 | 1 | 2 | 17 | 6  | +11  |  | Danemark                   |     | 4-2 | 0-0 | 3-0 | 1-0 |
| 2    | Union soviétique     | 10  | 8 | 4 | 2 | 2 | 13 | 8  | +5   |  | Union soviétique           | 1-0 |     | 4-0 | 2-0 | 1-0 |
| 3    | Suisse               | 8   | 8 | 2 | 4 | 2 | 5  | 10 | -5   |  | Suisse                     | 1-0 | 2-2 |     | 0-0 | 1-1 |
| 4    | République d'Irlande | 6   | 8 | 2 | 2 | 4 | 5  | 10 | -5   |  | République d'Irlande       | 1-4 | 1-0 | 3-0 |     | 0-0 |
| 5    | Norvège              | 5   | 8 | 1 | 3 | 4 | 4  | 10 | -6   |  | Norvège                    | 1-5 | 1-1 | 0-1 | 1-0 |     |

### Groupe 7:Espagne
| Rang | Équipe         | Pts | J | G | N | P | Bp | Bc | Diff |  | Résultats (▼ dom., ► ext.) |     |     |     |     |
| ---- | -------------- | --- | - | - | - | - | -- | -- | ---- |  | -------------------------- | --- | --- | --- | --- |
| 1    | Espagne        | 8   | 6 | 4 | 0 | 2 | 9  | 8  | +1   |  | Espagne                    |     | 1-0 | 3-0 | 2-1 |
| 2    | Écosse         | 7   | 6 | 3 | 1 | 2 | 8  | 4  | +4   |  | Écosse                     | 3-1 |     | 0-1 | 3-0 |
| 3    | Pays de Galles | 7   | 6 | 3 | 1 | 2 | 7  | 6  | +1   |  | Pays de Galles             | 3-0 | 1-1 |     | 2-1 |
| 4    | Islande        | 2   | 6 | 1 | 0 | 5 | 4  | 10 | -6   |  | Islande                    | 1-2 | 0-1 | 1-0 |     |

## Barrages (Europe et Océanie)

### ÉcosseetBelgique
Ces barrages concernent quatre équipes :
- Le vainqueur de la zone Océanie (Australie)
- Les deuxièmes des groupes composés de seulement quatre équipes de la zone Europe (Belgique, Pays-Bas, Écosse)

Les rencontres se disputent par matchs aller-retour pour deux places dans le tournoi final.
La rencontre 100% européenne oppose la Belgique aux Pays-bas. À égalité sur l'ensemble des deux matchs (2 à 2), les deux équipes sont départagées sur le critère du plus grand nombre de buts marqués à l'extérieur. La Belgique en bénéficie et se qualifie ainsi de justesse pour le mundial aux dépens des Pays-Bas.
Dans l'autre rencontre, l'Écosse se qualifie en battant l'Australie et prive l'Océanie d'un représentant en phase finale de la Coupe du monde.
| Équipe 1 | Résultat | Équipe 2  | Aller | Retour |
| -------- | -------- | --------- | ----- | ------ |
| Belgique | 2-2      | Pays-Bas  | 1-0   | E1-2   |
| Écosse   | 2-0      | Australie | 2-0   | 0-0    |

## Qualifiés
| 12½ en Europe                               | Pologne   | RFA          | Portugal | Angleterre  | Irlande du Nord |
|                                             | France    | Bulgarie     | Hongrie  | Danemark    | URSS            |
|                                             | Espagne   | Belgique     | Écosse * |             |                 |
| 4 en Amérique du Sud                        | Argentine | Uruguay      | Brésil   | Paraguay    |                 |
| 1 en Amérique du Nord, centrale et Caraïbes | Canada    |              |          |             |                 |
| 2 en Afrique                                | Algérie   | Maroc        |          |             |                 |
| 2 en Asie                                   | Irak      | Corée du Sud |          |             |                 |
| ½ en Océanie                                | *         |              |          |             |                 |
| Tenant du titre :                           | Italie    |              |          | Pays-hôte : | Mexique         |

### Non qualifiés de l'édition 1982
- Koweït  1er tour

- Nouvelle-Zélande  1er tour

- Pérou  1er tour

- Chili  1er tour

- Tchécoslovaquie  1er tour
- Honduras  1er tour
- Salvador  1er tour

- Autriche  1er tour

- Cameroun  1er tour

- Yougoslavie  1er tour